# São Paulo Futebol Clube (São João de Meriti)
São Paulo Futebol Clube é uma agremiação esportiva de São João de Meriti, estado do Rio de Janeiro, fundada a 1 de abril de 1980.

## História
O São Paulo, após disputar e vencer o campeonato de adultos da Liga de Desportos de São João de Meriti, em 1991, resolveu enfrentar os percalços do futebol profissional no ano seguinte. Na ocasião ainda venceu a Taça Cidade de São João de Meriti, equivalente ao primeiro turno do campeonato, ao derrotar o Flamante Futebol Clube.
Estreou, portanto, em 1992, na Terceira Divisão de Profissionais do estado do Rio de Janeiro, sagrando-se vice-campeão ao perder o título para o Esporte Clube Anchieta.
Após um período de licença, voltou, em 1995, na Terceira Divisão, quando chegou à fase final do certame, ficando em sétimo lugar, em certame vencido por Tio Sam Esporte Clube e Belford Roxo Futebol Clube.
Em 1996, disputou a Segunda Divisão, na prática a terceira, quando ficou novamente na sétima colocação num campeonato que teve o Vera Cruz Futebol Clube e a Associação Esportiva XV de Novembro como campeão e vice, respectivamente.
Utilizou o estádio José Amorim Pereira da União Esportiva Coelho da Rocha para o mando de seus jogos. Suas cores são o branco, vermelho e preto. Seu presidente era Joaquim Santos Filho e Edelson Cruz o vice. 

## Títulos
- 1991 - Campeão da Taça Cidade de São João de Meriti, categoria adultos;
- 1991 - Campeão da categoria adultos da Liga de Desportos de São João de Meriti;
- Vice-campeão Estadual da Terceira Divisão de Profissionais: 1992;

## Estatísticas

### Participações
| Competição          | Temporadas | Melhor campanha     | Estreia | Última | P | R |
| ------------------- | ---------- | ------------------- | ------- | ------ | - | - |
| Série B2 do Carioca | 1          | Vice-campeão (1992) | 1992    | 1992   | – | – |
| Série C do Carioca  | 1          | 7° colocado (1996)  | 1995    | 1995   | – |   |